# جون جرينهالغ
جون جرينهالغ (بالإنجليزية: John Greenhalgh)‏ (1898 في المملكة المتحدة - 1 يوليو 1987) هو لاعب كرة قدم بريطاني (وحمل سابقاً جنسية المملكة المتحدة لبريطانيا العظمى وأيرلندا) في مركز مهاجم داخلي. لعب مع نادي بيرنلي ونادي بارو وأكرينجتون ستانلي ‏.